# Ruidoso Downs
Ruidoso Downs é uma vila localizada no estado americano de Novo México, no Condado de Lincoln.

## Demografia
Segundo o censo americano de 2000, a sua população era de 1824 habitantes.
Em 2006, foi estimada uma população de 2057, um aumento de 233 (12.8%).

## Geografia
De acordo com o United States Census Bureau tem uma área de 5,5 km², dos quais 5,5 km² cobertos por terra e 0,0 km² cobertos por água. Ruidoso Downs localiza-se a aproximadamente 1956 m acima do nível do mar.

## Localidades na vizinhança
O diagrama seguinte representa as localidades num raio de 44 km ao redor de Ruidoso Downs.